# Leonardo Sequeira
Leonardo Sequeira (La Banda, 26 aprile 1995) è un calciatore argentino, attaccante dell'Huracán.

## Carriera
Cresciuto nelle giovanili del Central Córdoba (SdE), ha esordito in prima squadra il 13 febbraio 2014 in occasione del match di Copa Argentina perso ai rigori contro il Villa Cubas.

## Statistiche

### Presenze e reti nei club
Statistiche aggiornate al 19 maggio 2025.
| Stagione                     | Squadra                      | Campionato                   | Campionato | Campionato | Coppe nazionali | Coppe nazionali | Coppe nazionali | Coppe continentali | Coppe continentali | Coppe continentali | Altre coppe | Altre coppe | Altre coppe | Totale | Totale | Totale |
| Stagione                     | Squadra                      | Comp                         | Pres       | Reti       | Comp            | Pres            | Reti            | Comp               | Pres               | Reti               | Comp        | Pres        | Reti        | Pres   | Reti   |        |
| ---------------------------- | ---------------------------- | ---------------------------- | ---------- | ---------- | --------------- | --------------- | --------------- | ------------------ | ------------------ | ------------------ | ----------- | ----------- | ----------- | ------ | ------ | ------ |
| 2013-2014                    | Central Córdoba (SdE)        | TAA                          | 6          | 0          | CA              | 1               | 0               | -                  | -                  | -                  | -           | -           | -           | 7      | 0      |        |
| 2014                         | Central Córdoba (SdE)        | TAA                          | 10         | 1          | CA              | 0               | 0               | -                  | -                  | -                  | -           | -           | -           | 10     | 1      |        |
| 2015                         | Central Córdoba (SdE)        | PBN                          | 24         | 0          | CA              | 0               | 0               | -                  | -                  | -                  | -           | -           | -           | 24     | 0      |        |
| 2016                         | Central Córdoba (SdE)        | PBN                          | 9          | 0          | CA              | 0               | 0               | -                  | -                  | -                  | -           | -           | -           | 9      | 0      |        |
| 2016-2017                    | Central Córdoba (SdE)        | PBN                          | 36         | 8          | CA              | 0               | 0               | -                  | -                  | -                  | -           | -           | -           | 36     | 8      |        |
| 2017-2018                    | Belgrano                     | PD                           | 22         | 1          | CA              | 1               | 0               | -                  | -                  | -                  | -           | -           | -           | 23     | 1      |        |
| 2018-2019                    | Belgrano                     | PD                           | 23         | 2          | CA+CdL          | 2+2             | 1+1             | -                  | -                  | -                  | -           | -           | -           | 27     | 4      |        |
| 2019-2020                    | Belgrano                     | PBN                          | 16         | 1          | CA              | 0               | 0               | -                  | -                  | -                  | -           | -           | -           | 16     | 1      |        |
| 2020                         | Belgrano                     | PBN                          | 6          | 0          | CA              | 0               | 0               | -                  | -                  | -                  | -           | -           | -           | 6      | 0      |        |
| Totale Belgrano              | Totale Belgrano              | Totale Belgrano              | 67         | 4          |                 | 5               | 2               |                    | -                  | -                  |             | -           | -           | 72     | 6      |        |
| 2021                         | Central Córdoba (SdE)        | PD                           | 21         | 3          | CA+CdL          | 0+9             | 0+3             | -                  | -                  | -                  | -           | -           | -           | 30     | 6      |        |
| Totale Central Córdoba (SdE) | Totale Central Córdoba (SdE) | Totale Central Córdoba (SdE) | 106        | 12         |                 | 10              | 3               |                    | -                  | -                  |             | -           | -           | 116    | 15     |        |
| gen.-giu. 2022               | Querétaro                    | LMX                          | 16         | 4          | -               | -               | -               | -                  | -                  | -                  | -           | -           | -           | 16     | 4      |        |
| 2022-gen. 2023               | Querétaro                    | LMX                          | 13         | 0          | -               | -               | -               | -                  | -                  | -                  | -           | -           | -           | 13     | 0      |        |
| Totale Querétaro             | Totale Querétaro             | Totale Querétaro             | 29         | 4          |                 | -               | -               |                    | -                  | -                  |             | -           | -           | 29     | 4      |        |
| gen.-giu. 2023               | Real Oviedo                  | SD                           | 12         | 1          | CR              | 1               | 0               | -                  | -                  | -                  | -           | -           | -           | 13     | 1      |        |
| 2023                         | Everton                      | PD                           | 14         | 2          | CC              | 1               | 0               | -                  | -                  | -                  | -           | -           | -           | 15     | 2      |        |
| 2024                         | Peñarol                      | PD                           | 28         | 7          | CU              | 1               | 0               | CL                 | 9                  | 0                  | -           | -           | -           | 38     | 7      |        |
| 2025                         | Huracán                      | PD                           | 14         | 1          | CA              | 1               | 0               | CS                 | 5                  | 2                  | -           | -           | -           | 20     | 3      |        |
| Totale carriera              | Totale carriera              | Totale carriera              | 270        | 31         |                 | 19              | 5               |                    | 14                 | 2                  |             | -           | -           | 303    | 38     |        |

## Palmarès

### Club

#### Competizioni nazionali
- Campionato uruguaiano: 1

Peñarol: 2024